# Exoprosopa litorrhynchoides
Exoprosopa litorrhynchoides är en tvåvingeart som beskrevs av Francois 1962. Exoprosopa litorrhynchoides ingår i släktet Exoprosopa och familjen svävflugor. Inga underarter finns listade i Catalogue of Life.